# Metropolia Beira
Metropolia Beira – jedna z 3 metropolii kościoła rzymskokatolickiego w Mozambiku. Została ustanowiona 4 czerwca 1984.

## Diecezje
- Archidiecezja Beira
  - Diecezja Chimoio
  - Diecezja Quelimane
  - Diecezja Tete

## Metropolici
- Jaime Pedro Gonçalves (1984-2012)
- Claudio Dalla Zuanna (od 2012)